# Alistair Fraser
Alistair Fraser (15 mars 1885 - 24 juillet 1964), personnalité politique canadienne, fut Lieutenant-gouverneur de la province de Nouvelle-Écosse de 1952 à 1958.